# 30 m2 CVP
Le 30 m2 CVP est une classe de voilier de régate construite suivant la jauge de course des 30 m2 du Cercle de la voile de Paris (CVP). Cette jauge à restriction limite uniquement la voilure, adoptée en 1889 par le CVP à l'initiative de Gustave Caillebotte, peintre impressionniste, régatier, architecte naval et vice-président du cercle.

## Historique des30m2
En 1889, la voilure est déjà prise en compte dans les jauges de course aux États-Unis et au Royaume-Uni. En France, on en est resté à une jauge au volume, jauge du Yacht-Club de France datant de 1886, supposée classer les voiliers entre eux correctement. Mais l'invention du lest extérieur met à mal les jauges au volume, qui ne prennent en compte que le frein, la coque du bateau, pour évaluer ses performances. Les voiliers sont alors plus raides à la toile (voir quillard) et la propulsion, donc la voilure, doit être mesurée afin de compenser l'avantage évident donné par les jauges aux bateaux disposant d'un lest extérieur, pouvant ainsi déployer plus de voile.
Au Cercle de la voile de Paris, Gustave Caillebotte est partisan d'une solution simple et radicale : ne prendre en compte que la surface de voile.  
Il propose en août 1889 une série à restriction, celle de voiliers de 30 mètres carrés de voilure au maximum. Les 30 m2 CVP (Cercle de la voile de Paris) succèdent ainsi aux « clippers d'Argenteuil », et Gustave Caillebotte en devient un architecte réputé. La nouvelle série fait cependant preuve de quelques lacunes réglementaires. Gustave Caillebotte n'est pas le dernier à les exploiter : la surface de la grand-voile n'étant mesurée qu'en arrière du mât, il dessine des bateaux à voilure au tiers bômée (gréement dit de crevettier), comme pour Roastbeef (voir le dessin), qui lui permettent d'ajouter un ou deux mètres carrés aux trente mètres carrés réglementaires.  
Après un succès indéniable sur la Seine, la série des 30 m2 CVP voit venir sa fin avec la nouvelle jauge française de l'Union des yachts français (UYF) de 1892, la jauge Godinet, qui tient compte de la voilure et de la coque, comme les autres jauges dites « à trois dimensions ». 
Les 30 m2, rejaugés suivant la formule Godinet, continuent cependant leurs carrières en régate jusqu'en 1900. Le seul de ces bateaux à avoir réellement bénéficié de l'innovation de Nathanael Herreshoff, l'aileron de quille à bulbe (fin bulb keel) utilisé sur Dilemma lancé à Bristol en 1891, est le dernier de la série, un plan de William Fife. 
Ce dernier 30 m2, commandé par le comte Chabannes de la Palice à William Fife, ne sera livré qu'en avril 1893, trop tard, car la jauge Godinet de l'Union des yachts français est adoptée en novembre 1892 par le Cercle de la voile de Paris. Caillebotte a lui-même participé à ce vote qui marque la fin des 30 m2 CVP.
Il semble que des bateaux construits avant la création des 30 m2  aient été introduits après coup dans cette série. Ainsi, à la demande de son propriétaire M de Vuillefroy qui naviguait à Lorient, "Sapajou", un trois tonneaux construit en 1876 par Baudet à Lorient fut inscrit au CVP dans la liste des 30 m2.

## Description
Ces voiliers disposent de 30 m2 de voilure au maximum au près. Mais le spinnaker n'est pas compris dans la mesure de la surface, ni la partie de la grand-voile qui est en avant du mât. Gustave Caillebotte a exploité cette liberté, d'une jauge dont il est l'initiateur, pour utiliser un gréement à voile au tiers bômée, comme sur Roastbeef, ce qui permet d'avoir une grand-voile plus grande que celle de la traditionnelle voile houari en usage à l'époque. 
Le spinnaker n'étant pas compté, il a également fait l'essai du plus grand spinnaker possible en dotant son 30 m2 Arico, en novembre 1890, d'un simple mât d'un seul tenant, première tentative de gréement bermudien en Europe, permettant un point de drisse plus élevé. Le mât n'ayant pas résisté, Caillebotte le revend, et il est transformé en houari.
Les 30 m2 ont des coques libres, au choix de l'architecte. Les bateaux construits ont cependant des coques ayant le même air de famille, au déplacement léger par rapport aux cutters britanniques, et sont principalement destinés aux plans d'eau intérieurs : faible franc-bord, bateaux courts et manœuvrants; le dessin et les caractéristiques de Roastbeef en donnent un bon aperçu d'ensemble.
Deux caractéristiques sont importantes pour ces années 1890 : la quille disposant d'un lest extérieur rapporté, en plomb, la largeur importante pour l'époque, qui est la marque des déplacements légers typiques des bateaux américains et allant à l'encontre de la mode des « couloirs lestés » britanniques.

## La diffusion du voilier
Les premiers bateaux réalisés, naviguant en 1890 sont Buffalo, à M. Mantois, architecte Maurice Chevreux et Moucheron dessiné par Gustave Caillebotte pour M. Poivret. 
Suivront Vole-au-vent, Sauterelle, Fauvette, dessins de G. Caillebotte, fin 1890. Puis en 1891, Vervaine (Henri Giudicelli), Trilby (M. Chevreux), Arico (G. Caillebotte pour lui-même), Neb-Wa suivis de Lézard (G.C), Antoinette et Papoos. En 1892, Roastbeef (G.C), Shampooing, Criquet (G.C) et Araignée (G.C), une version houari de Roastbeef munie d'une quille dotée d'un léger bulbe.  Et pour finir, le plan de William Fife, livré en 1893.

## Reconstitutions de30m2
Deux bateaux ont été reconstruits à l'identique, ou presque : 
- Roastbeef, de 1892, par l'association Sequana[7], mis à l'eau en 1994[8]
- Lézard, de 1891, par Jim Bresson et Joseph Cano, mis à l'eau en 1996[9]